# 輝きノスタルジア
『輝きノスタルジア』（かがやきノスタルジア）は、音楽原作キャラクタープロジェクト『電音部』に登場する架空の女性キャラクター音楽ユニット、およびそのキャラクターの声を演じるタレントによる実在の女性音楽アーティストの名称。略称は「かがのす」。

## 概要
『電音部』シンオオクボエリアの新グループとして、2025年1月10日にキャラクター、キャスト、キービジュアルが公開された。

## シンオオクボエリア
『電音部』のエリアのひとつ。電音部エリアチェーン制度によりHIKEが運営している。先んじて2023年4月に発表された「Bellemule」は、同エリアの別グループ。

### ストーリー上の設定
かつては地名として存在しなかった「新大久保」だが、多文化を抱擁しながら社会的な影響力を増していくうち、最もディープな特定地域が「深淵＜アビス＞」の異名で呼ばれるようになり、いつしか「深大久保」と命名されるに至った。現在と同じくファッションの発信地であり、近年は芸能やエンターテインメントの街としても認知されている。

## メンバー
Kiri（キリ）
声 - 藤咲めぐみ
誕生日：8/7 / 年齢：13歳 / 身長：152cm / 血液型：B型 / 趣味：家庭菜園 / 特技：創作料理 / 好物：昆虫 / 苦手：計画を立て、その通りに実行し、結果を振り返ること / 最近の悩み：「悩みがなさそうでいいよねー」とよく言われること / 長所：いるだけで周囲まで明るくなる / 短所：天真爛漫すぎて計画性がほぼない
Mio（ミオ）
声 - 中村茉稟
誕生日：7/20 / 年齢：13歳 / 身長：152cm / 血液型：A型 / 趣味：食べ歩き / 特技：大量の紙幣を素早く数えること / 好き：レトロなお店に行くこと / 苦手：高級なお店に行くこと / 最近の悩み：実家の店に大量に在庫がある味気の薄いスナックをどうするか / 長所：伝統や秩序を重んじる性格で、周囲から信頼されている / 短所：型にはまった考えから抜け出せない時がある
Eris（エリス）
声 - 清水詩音
誕生日：12/2 / 年齢：13歳 / 身長：152cm / 血液型：AB型 / 趣味：天体観測・キャラ絵を描くこと / 特技：円周率を5万桁ほど暗証できる / 好物：珍味系 / 苦手：暗闇 / 最近の悩み：Kiri・Mioと別々の暮らしになったら、真剣に、生きていけない / 長所：宇宙のことにかけては右に出る者はいない / 短所：現実のことにかけてはほとんど興味がない

## ディスコグラフィ

### デジタル配信
|      | 配信日 | 配信日  | タイトル                                                 |
| ---- | ------ | ------- | -------------------------------------------------------- |
| 1st  | 2025年 | 1月11日 | 真夜中のドア〜Stay With Me(Cover)                        |
| 2nd  | 2025年 | 2月19日 | 悲しみがとまらない 〜I CAN'T STOP THE LONELINESS (Cover) |
| ３rd | 2025年 | 3月25日 | 街のドルフィン (Cover）                                  |

## ライブ・イベント
| 公演年 | タイトル                                                                  | 公演日・会場                      |
| ------ | ------------------------------------------------------------------------- | --------------------------------- |
| 2025年 | 電音部シンオオクボエリア新グループ発表会 in namco TOKYO                   | 1月10日(金) / namco TOKYO         |
| 2025年 | Ma'Scar'Piece presents Scratch vol.1                                      | 2月8日(土) / GARDEN新木場FACTORY  |
| 2025年 | 電魂祭（電音部 4th LIVE）                                                 | 3月9日(日) / 立川ステージガーデン |
| 2025年 | Ma'Scar'Piece presents Scratch vol.2 ～Ma'Scar'Piece 1st Anniversary SP～ | 8月15日(金) / KT Zepp Yokohama    |